# Ковалёв, Сергей Адамович
Серге́й Ада́мович Ковалёв (2 марта 1930, Середина-Буда — 9 августа 2021, Москва) — советский диссидент, участник правозащитного движения в СССР и постсоветской России, российский политический и общественный деятель.
Первый Уполномоченный по правам человека в Российской Федерации (1994—1995). Один из авторов Российской Декларации прав человека и гражданина (1991) и 2-й главы Конституции Российской Федерации — «Права и свободы человека и гражданина» (1993). Был председателем Российского историко-просветительского и правозащитного общества «Мемориал» и президентом организации «Институт прав человека» (1996—2021).

## Биография
Родился 2 марта 1930 года в Середина-Буде (ныне в Сумской области Украины) в семье железнодорожника. В 1932 году его семья переехала под Москву, в посёлок Подлипки. В 1948 году поступил в Московский медицинский институт Министерства здравоохранения РСФСР. В 1950 году (после второго курса) из-за переезда института в Рязань перешёл в 1-й Московский медицинский институт (1-й МОЛМИ). Проучившись в 1-м МОЛМИ один год (третий курс), перешёл на биологический факультет МГУ имени М. В. Ломоносова, который окончил в 1954 году по специальности «физиолог». С 1956 по 1959 год учился в аспирантуре на кафедре физиологии животных того же факультета. Биофизик, занимался изучением клеточных мембран, специалист в области нейронных сетей.
Жил и работал в Москве. Опубликовал более 60 научных работ; в 1964 году получил ученую степень кандидата биологических наук, защитив диссертацию по теме «Электрические свойства миокардиальных волокон сердца лягушки». С 1961 по 1964 год работал старшим инженером и младшим научным сотрудником в Институте биофизики АН СССР. В 1964—1969 годах работал в МГУ заведующим отделом математических методов в биологии межфакультетской лаборатории (Лабораторный корпус «А»). 
Начал заниматься общественной деятельностью с середины 1950-х годов — принимал участие в борьбе против признанного впоследствии антинаучным «учения Лысенко», выступая в защиту генетики.
Скончался 9 августа 2021 года в Москве на 92-м году жизни. Прощание прошло 13 августа в Сахаровском центре. Тело было кремировано, а урна с прахом захоронена 21 августа в семейной могиле на Донском кладбище (4-й участок).

### Правозащитная деятельность
В 1966 году организовал в Институте биофизики сбор подписей под обращением в Президиум Верховного Совета СССР в защиту писателей-диссидентов Андрея Синявского и Юлия Даниэля, которые были осуждены по ст. 70 УК РСФСР («антисоветская пропаганда») за публикацию своих художественных произведений за границей. С 1968 года стал активным участником движения в защиту прав человека. В мае 1969 года вошёл в состав «Инициативной группы защиты прав человека в СССР» — первой независимой правозащитной общественной ассоциации в стране. В 1969 году уволен с должности заведующего отделом математических методов в биологии межфакультетской лаборатории МГУ, после чего в 1970—1974 годах работал старшим научным сотрудником на Московской рыбоводно-мелиоративной опытной станции. С 1971 года — один из ведущих участников издания «Хроники текущих событий» — машинописного информационного бюллетеня советских правозащитников.
28 декабря 1974 года Ковалёв был арестован по обвинению в «антисоветской агитации и пропаганде». 12 декабря 1975 года суд в Вильнюсе приговорил его к 7 годам лишения свободы и 3 годам ссылки (на суд приезжал академик А. Д. Сахаров). Срок отбывал в колониях строгого режима «Пермь-35», «Пермь-36» «Пермь-37», с декабря 1980 года — в Чистопольской тюрьме; в ссылку был отправлен в посёлок имени Матросова Магаданской области. По отбытии срока ссылки поселился в городе Калинине (Тверь). В Москву вернулся в 1987 году. До 1990 года работал в Институте проблем передачи информации АН СССР.
Сергей Ковалёв — один из героев документального фильма «Они выбирали свободу» (телекомпания RTVi, 2005).

### В Верховном Совете РСФСР
В декабре 1989 года по рекомендации Андрея Сахарова Ковалёв выдвинул свою кандидатуру и на выборах в марте 1990 года был избран народным депутатом РСФСР от одного из московских округов в первом туре голосования. В 1990—1993 годах — член Верховного Совета РСФСР, член Президиума Верховного Совета, председатель парламентского Комитета по правам человека. Ковалёв был одним из авторов Декларации прав человека и гражданина, принятой в январе 1991 года. Комитет по правам человека под его председательством провёл через Верховный Совет законы «О реабилитации жертв политических репрессий» (1991), «О чрезвычайном положении» (1991).
12 декабря 1991 года, будучи членом Верховного Совета РСФСР, проголосовал за ратификацию беловежского соглашения о прекращении существования СССР.
Как говорилось в ряде СМИ, Ковалёв выступал с ходатайством досрочного освобождения уголовного авторитета, «вора в законе» Вячеслава Иванькова по кличке Япончик. Сам Ковалёв в 2009 году заявил, что к нему обратились родственники Иванькова с жалобой, что того направляют «на зону, с руководством которой у Вячеслава случился серьёзный конфликт». Поэтому Ковалёв пообещал, что «сделает всё возможное, чтобы Вячеслава не отправили на ту зону», «стал отправлять письма в разные инстанции и даже показывал это заявление знакомым в МВД».

### В Государственной думе
В 1993—2003 годах — депутат Государственной Думы (в 1993 и 1995 годах избирался соответственно в Варшавском и Чертановском одномандатных округах Москвы, в 1999 году — по федеральному списку избирательного блока «Союз правых сил»).
В январе 1994 года выдвигался на должность председателя Государственной Думы от фракции «Выбор России».
В 1993—1996 годы — председатель Комиссии по правам человека при Президенте Российской Федерации. В январе 1996 года Сергей Ковалёв в открытом письме на имя Бориса Ельцина заявил о своей отставке с поста председателя Комиссии, а также выходе из Президентского совета. В своём письме Сергей Ковалёв дает развёрнутую и резко негативную характеристику действий Президента Ельцина, говорит о том, что тот отошёл от политики демократических реформ и отдаёт предпочтение силовым методам решения политических проблем:

<…> Я считал своим долгом оставаться, хотя и «на общественных началах», на своих постах внутри органов государственной власти до тех пор, пока этот статус позволял мне хоть в чём-то, хотя бы в отдельных случаях, противостоять антиправовым и антигуманным тенденциям в государственной политике. Быть может, и сейчас эти возможности не до конца исчерпаны. Но я не могу больше работать с Президентом, которого не считаю ни сторонником демократии, ни гарантом прав и свобод граждан моей страны.— С. А. Ковалёв. Открытое письмо Президенту России Б. Н. Ельцину
В 1994—1995 годы — первый Уполномоченный по правам человека в Российской Федерации. Журналист «Эхо Москвы» Тимур Олевский отмечал в 2012 году: «был такой омбудсмен Ковалёв, известный правозащитник. Это был первый омбудсмен, который в 1995 году сидел в Грозном, для того чтобы российские самолёты не бомбили город. Он считал, что вот он должен там быть, чтобы попытаться остановить бомбардировки. Не остановил и лишился своего поста».
Был одним из учредителей движения «Выбор России» и партии «Демократический выбор России» (ДВР). До 2001 года — член политсовета ДВР. После самоликвидации ДВР отказался вступать в партию СПС, оставаясь при этом членом её фракции в Государственной Думе.
В 1996—2003 годы — член Парламентской Ассамблеи Совета Европы. В декабре 2000 года фракция СПС в Государственной думе понизила Ковалёва в должности: вместо представителя СПС в делегации России в ПАСЕ он стал заместителем представителя (не имеющим права голоса). Новым представителем стал Олег Наумов. Дмитрий Рогозин, председатель думского комитета по международным делам, отметил, что Ковалёв «занимал антироссийские позиции», Наумов же, по мнению Рогозина, «будет работать с основной частью делегации».
На президентских выборах 2000 года Ковалёв поддерживал Явлинского, заявив, что Владимир Путин — это вектор, который «направлен на конструирование авторитарного полицейского государства, где у власти в явном или, что того хуже, в не вполне явном виде будут присутствовать спецслужбы». В 2001 году подписал письмо в защиту телеканала НТВ.

### Партия «Яблоко»
На выборах в декабре 2003 года баллотировался в Государственную Думу по региональному списку Российской демократической партии «Яблоко» в Санкт-Петербурге. Партия «Яблоко» не преодолела пятипроцентный барьер и не прошла в состав Государственной Думы.
28 сентября 2006 года Ковалёв вступил в партию «Яблоко». 29 сентября 2006 года избран сопредседателем «правозащитной фракции» партии «Яблоко».

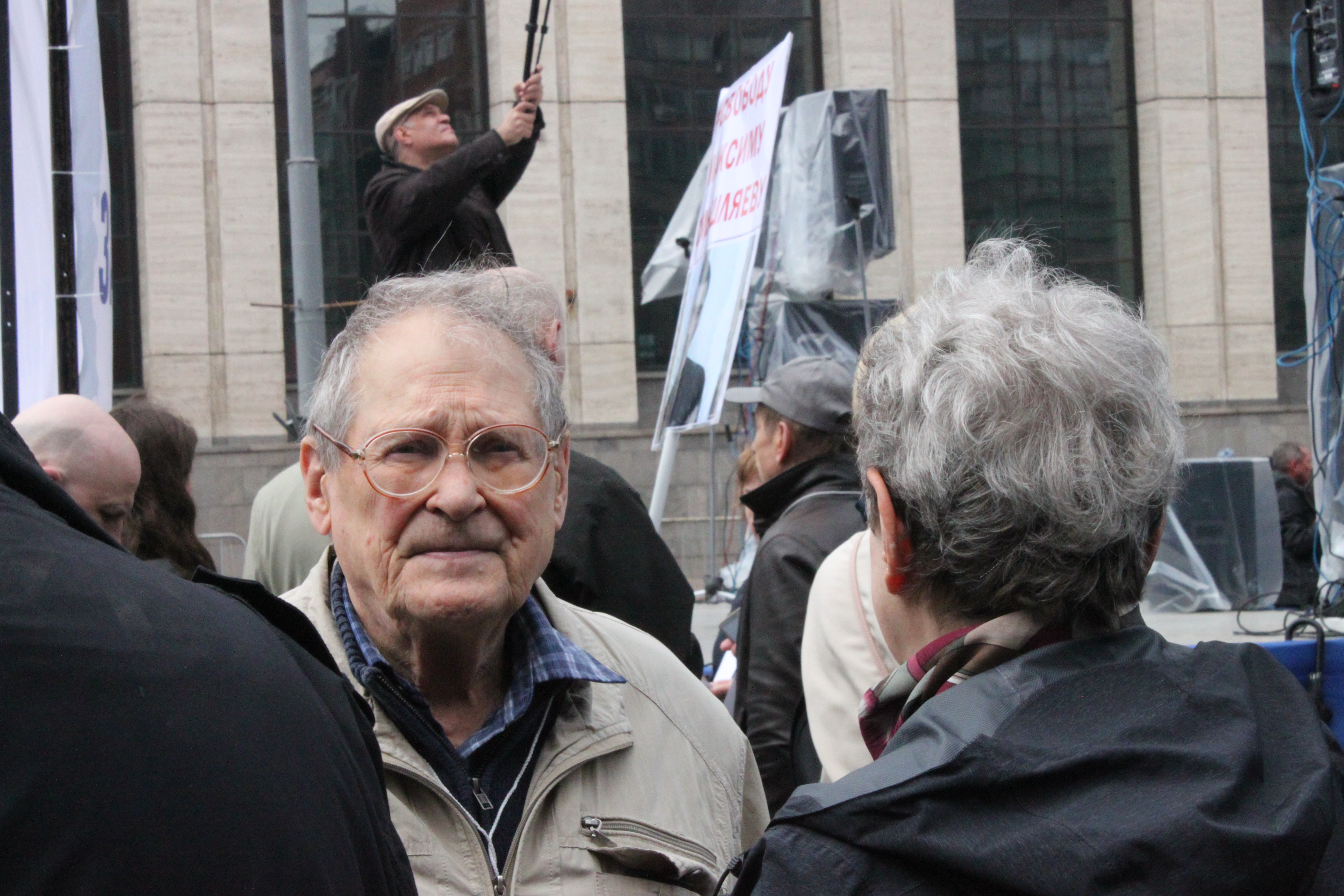
На митинге «За свободную Россию без репрессий и произвола», 2018 год

В 2006 году, комментируя террористический акт на Дубровке, Ковалёв сказал: «Мне не нравится и то, как поступили с террористами при захвате Норд-Оста. Как же можно было хотя бы в интересах правосудия не задержать, а поубивать всех? Даже если и было опасение, что кто-нибудь, очнувшись, нажмёт кнопку, ведь там было много людей, у которых никаких поясов камикадзе не было».
В декабре 2007 года на выборах в Государственную Думу шёл вторым номером в списке «Яблока»; партия не преодолела семипроцентный барьер и не прошла.
10 августа 2008 года осудил позицию российского руководства в войне в Грузии.
В марте 2010 года подписал обращение российской оппозиции «Путин должен уйти».
С 2012 по 2019 год — член Федерального политического комитета партии «Яблоко».
В марте 2014 года подписал обращение против политики российской власти в Крыму. В ноябре 2016 года, выступая на Втором Крымском форуме во Львове, сказал:

Россия тянет за собой многое в мире. Необходимо понять, что это опасно, что Россия это угроза всему миру. Аннексия Крыма заведомо была решена двумя простыми соображениями, которые невозможно скрыть, а почему не взять то, что силой можно отобрать. А ещё этот шаг преследует цель ‒ не пустить Украину в Европу. Крымская авантюра России отличается наглостью, масштабностью, неожиданностью. Но это не новая для России стратегия, она начинается с 1917 года и до 2014, и конца, и края ей не видно.

## Первая чеченская война
В начале Первой чеченской войны Ковалёв находился в должности уполномоченного по правам человека в РФ, выступал с резкой критикой политики властей России, касающейся войны в Чечне. Сергей Ковалёв поддержал предстоящее в то время вхождение России в Совет Европы, он выступил за более активное участие Совета Европы в урегулировании чеченского конфликта и осуществлении контроля за выполнением Россией взятых на себя обязательств в области прав человека.
С 15 декабря 1994 года в зоне конфликта начала действовать «Миссия Уполномоченного по правам человека на Северном Кавказе», в состав которой вошли депутаты Государственной Думы РФ и представитель «Мемориала» (впоследствии называлась «Миссия общественных организаций под руководством С. А. Ковалёва»). «Миссия Ковалёва» не имела официальных полномочий, а действовала при поддержке нескольких правозащитных общественных организаций, координировал работу Миссии правозащитный центр «Мемориал».
В 2009 году член правления общества «Мемориал» Александр Черкасов утверждал, что «кроме Сергея Адамовича Ковалёва русские в Чечне никого не интересовали до начала первой чеченской войны». По словам Черкасова, Ковалёв «накануне первой войны туда заезжал, и в Ассиновскую заезжал, забирал заявления у жителей. Только когда вернулся в Москву, никому его работа не нужна была». Черкасов также заявил: «Никого кроме Ковалёва не волновало то, что боевики не выпускали из Грозного автобусы с беженцами. Это он дважды ходил к Яндарбиеву, почему и оказался во время штурма Грозного в подвале дудаевского дворца. И Ковалёв притащил из Грозного первые списки пленных русских солдат».
31 декабря 1994 года, накануне штурма Грозного российскими войсками, Сергей Ковалёв в составе группы депутатов Государственной Думы и журналистов вёл переговоры с чеченскими боевиками и парламентариями в президентском дворце в Грозном. Когда начался штурм, и на площади перед дворцом начали гореть российские танки и БТРы, гражданские лица укрылись в подвале президентского дворца, вскоре там стали появляться раненные и пленные российские солдаты. Корреспондент Данила Гальперович вспоминал, что Ковалёв, будучи в ставке Джохара Дудаева среди боевиков, «почти всё время находился в комнате подвала, оборудованной армейскими радиостанциями», предлагая российским танкистам «выход из города без стрельбы, если те обозначат маршрут». Как утверждала в 2003 году в «Еженедельном журнале» находившаяся там же журналист Галина Ковальская, после того, как им показали горящие российские танки в центре города,

Сергей Ковалёв взял рацию у дудаевских охранников и по ней обратился к российским военнослужащим с призывом сдаваться в плен. За это Ковалёва потом объявят «предателем», его будет склонять министр обороны Павел Грачёв и помянет недобрым словом в своей книге генерал Трошев. Однако в тот момент все мы, включая Ковалёва, видели одно: наши парни зазря горят в танках. Плен — единственная для них возможность уцелеть.

Сам Ковалёв в 2014 году в эфире радиостанции «Эхо Москвы» отрицал описанный Галиной Ковальской факт, полагая, что это аберрация памяти журналистки, писавшей о штурме Грозного много лет спустя: 

Этого не просто не было — этого не могло быть технически. <…> Я технически не мог это сделать, потому что для того, чтобы по рации сказать этим танкам, надо иметь рацию, настроенную на волну этих танков. Откуда ей взяться в рескоме, который потом назвали «бункером Дудаева».

В январе 1995 года Грачёв на пресс-конференции после штурма Грозного назвал Ковалёва «предателем», обвинив его в сотрудничестве с чеченскими боевиками, а в марте того же года Государственная Дума отстранила Ковалёва от должности уполномоченного по правам человека в России: по мнению газеты «Коммерсантъ», это было сделано «за его высказывания против войны в Чечне». Генерал Геннадий Трошев в своей книге «Моя война. Чеченский дневник окопного генерала», отрицательно оценивая роль Сергея Ковалёва в чеченской войне 1994—1996 годов, писал, что российских солдат после сдачи в плен ожидали пытки:

В боях за Грозный появились первые пленные, вокруг которых развернулись баталии с участием московских политиков, правозащитников и журналистов. Особо недобрую роль в этом сыграл тогдашний уполномоченный по правам человека в РФ С. Ковалёв, который открыто призывал наших солдат сдаваться в плен под его могучие гарантии освобождения. А о том, что их ждёт в плену у «добрых» чеченцев, особо и не задумывались. Приведу здесь слова капитана Сергея Н., томившегося восемь месяцев в яме под Шали: «Об одном просил Бога — быстрее умереть…» Об избиениях, садистских пытках, публичных казнях и прочих «прелестях» чеченского плена говорить можно долго — читателя этим не удивишь. Но вот отрубание голов, снятие кожи и скальпов с живых солдат, распятые тела в окнах домов — с таким федеральным войскам впервые пришлось столкнуться в Грозном.

По мнению возглавляемого Ковалёвым Института прав человека, правозащитная и антивоенная позиция Ковалёва стала поводом для негативной реакции со стороны военного руководства, представителей государственной власти, а также многочисленных сторонников «государственного» подхода к правам человека. В январе 1995 года Государственная Дума приняла проект постановления, в котором его работа в Чечне признавалась неудовлетворительной: как писал «Коммерсантъ», «из-за его „односторонней позиции“, направленной на оправдание незаконных вооружённых формирований».
В июне 1995 году Джохар Дудаев, признавая заслуги Ковалёва, наградил его орденом Чеченской Республики Ичкерия «Рыцарь чести», однако тот отказался получать его до завершения войны. Орден был вручён Ковалёву после окончания войны, в Москве, в Доме журналиста 22 января 1997 года.
В составе «миссии Ковалёва» в зону конфликта выезжали представители разных неправительственных организаций, депутаты, журналисты. Миссия занималась сбором информации о происходящем на чеченской войне, занималась розыском пропавших без вести и пленных, содействовала освобождению российских военнослужащих, попавших в плен к чеченским боевикам. Так, например, газета «КоммерсантЪ» сообщала, что во время осады российскими войсками посёлка Бамут, командовавший отрядами боевиков Хайхороев обещал казнить по пять пленных после каждого обстрела посёлка со стороны российских войск, но под влиянием Сергея Ковалёва, который участвовал в переговорах с полевыми командирами, Хайхароев отказался от этих намерений.
В июне 1995 года Сергей Ковалёв участвовал в освобождении заложников в Будённовске. По словам Егора Гайдара, прибыв в Будённовск с группой депутатов Государственной Думы, Ковалёв добился прекращения штурма больницы, который мог привести к значительным жертвам среди заложников, а затем, получив полномочия от Премьер-министра России Виктора Черномырдина, вёл с террористами переговоры об освобождении заложников и предоставлении свободы Басаеву и его боевикам. В результате переговоров все заложники, остававшиеся на тот момент в живых, были освобождены, а Басаев и его отряд в обмен на это получили возможность вернуться в Чечню.
11 декабря 2006 года Сергей Ковалёв был награждён орденом Почётного легиона. Вручая высшую награду французского государства, посол Франции «отметил роль Ковалёва в освобождении 1,5 тысяч заложников во время нападения отряда террористов в Будённовске в 1995 году, где известный правозащитник предложил себя вместо заложников».

## Высказывания
На вопрос «Почему в середине 90-х, когда шла Чеченская война, вы не освещали нарушения прав русских в Чечне». Ковалёв ответил: «Ну, это неправда, во-первых. Это распространенная неправда, но неправда». Так, в 2004 году отвечая на вопрос «почему вы так ненавидите русских и всегда выступаете на стороне тех, кто с ними воюет, борется, ненавидит: чеченских бандитов, на стороне прибалтийских, латвийских фашистов и других», Ковалёв сказал: «Я никогда не защищал чеченцев или евреев, или узбеков, или латышей, или русских. Я <…> всегда защищал тех, кто нуждается в защите. В основных документах о правах человека сказано: независимо от пола, возраста, языка, религии, цвета кожи и так далее и тому подобное. Вы зря так считаете, что в число моих подзащитных русские никогда не попадали. Они попадали и в Прибалтике и, между прочим, в Будённовске. Мы защищали, например, две тысячи заложников в будённовской больнице, захваченных Шамилем Басаевым».
Аслан Масхадов в 2000 году заявил о том, что Ковалёв оскорбил чеченский народ тем, что по его мнению «нельзя не оказывать давления на страну, где торговля заложниками стала бизнесом, и где власти боятся пресечь этот бизнес, и где введены совершенно варварские нормы „права“… что не может быть и речи о суверенитете, о признанном суверенитете для власти, которая так себя ведёт».
В 2003 году, рассуждая о несовершенстве системы международного права, Ковалёв приводил Нюрнбергский процесс над нацистскими преступниками в качестве примера нарушения основополагающих норм права:

«С точки зрения права это чистое безобразие, это ведь суд победителей над побеждёнными, причём там даже не было попыток это скрыть. Какое тут равенство сторон? Это суд, который судил по специально для него написанным законам. Был сознательно нарушен фундаментальнейший, самый важный принцип права: закон не имеет обратной силы. Решили, что имеет. И вздёрнули людей, многие из которых поступали строго в соответствии с законами своей страны, действовавшими тогда. Ужасными законами, варварскими, но законами. Тем не менее найдите юриста, который сказал бы, что Нюрнбергский процесс — событие печальное, о нём следует сожалеть и признать, что он отодвинул нас назад. Ни один самый строгий юрист, понимающий все юридические недостатки Нюрнберга, не выступит таким образом».

Международный союз общественных объединений евреев — бывших узников фашизма осудил высказывание Ковалёва, заявив, что подобные «циничные слова вызывают глубокое возмущение» и теперь есть возможность «увидеть действительное лицо этого „правозащитника“, выступившего в недостойной роли адвоката гитлеровских палачей». В ответ заявлении Ковалёв заявил, что «не оправдывает» подсудимых, однако отметил, что «заступничество» за Нюрнбергский трибунал представляется ему «совершенно излишним».
В 2005 году, комментируя мнение о том, что правозащитники являются «плохими патриотами» и занимаются «очернительством», Ковалёв пояснил: «Я — антипатриот. Я очень не люблю того, что называют патриотизмом, и считаю это общественно вредной идеей. В некотором смысле я, пожалуй, государственник, хотя и не в том, который сейчас распространён. Патриот всегда Бенкендорф и очень редко Пушкин».

## Семья
Был женат вторым браком на Людмиле Юрьевне Бойцовой (род. 1940).
Трое детей: дочь и сын от первого брака: Мария и Иван (род. 1954, инженер-программист, был правозащитником и советским политзаключённым), дочь Варвара от второго.
Иван и Варвара живут в США.

## В художественной литературе
В романе Елены Чудиновой «Мечеть Парижской Богоматери» (2004) упоминается правозащитник Адам Кузнецов (парафраз имени, отчества и фамилии Ковалёва), который призывал русских солдат во время «новогоднего штурма» Грозного сдаться в плен чеченским террористам, после чего русские подверглись пыткам и многие были убиты. В книге рассказывается, что молодой горняк, пострадавший от несчастного случая, столкнулся с Кузнецовым у него на даче, а перепуганный Кузнецов принял его за бывшего пленного и попытался сбежать, но упал и умер от сердечного приступа.

## Награды, премии, почётные звания
- 1992 — Медаль Памяти 13 января (Литва)[54]
- 1996 — Орден «Рыцарь чести» Чеченской Республики Ичкерия (вручён в Москве в январе 1997)[40].
- 1999 — Большой командорский крест ордена Великого князя Литовского Гядиминаса (Литва)[55]
- 2003 — Орден Томаша Гаррига Масарика 2 класса (Чехия)[56]
- 2005 — Орден Креста земли Марии 3 класса (Эстония)[57]
- 2006 — Офицер ордена Почётного легиона (Франция)[58][59].
- 2009 — Премия «За свободу мысли» имени Андрея Сахарова[60]
- 2009 — Большой Крест ордена Заслуг перед Республикой Польша — «за выдающиеся достижения в области защиты прав человека и продвижения гражданских свобод»[61] (вручён в 2010[62])
- 2011 — «Премия Свободы» (Литва)[63]
- Почётный гражданин Кракова
- Почётный доктор Каунасской академии медико-биологических наук (1993)
- Почётный доктор Эссекского университета (Великобритания, 2006)
- Почётный доктор Варшавского университета (2018)[64].

### Статьи и интервью
- Ковалёв С. А. Прагматика политического идеализма. — М.: Ин-т прав человека: Университет, 1999. — ISBN 5-8013-0068-8. Архивировано 30 октября 2010 года.
- Ковалёв С. А. Сны политического идеалиста, или Как нам обустроить Европу и мир. // Лекция, приуроченная к 70-летнему юбилею автора. Москва, Дом архитектора, 2 марта 2000
- Ковалёв С. А. За идеал ответишь? Об ответственности интеллектуалов: пора резко противопоставить чувство собственного достоинства так называемой real politics. // «Новая газета» № 75 от 15 июля 2009
- Ковалёв С. А. Политический идеализм и реальная политика: вызов XXI века. // Выступление на конференции «Страна и мир». Москва, Музей имени Андрея Сахарова, 2 марта 2010
- «Взрослые люди». Беседа с Сергеем Адамовичем Ковалёвым. // Полит.ру, 2010.

Часть 1. Научная предыстория диссидентской биографии.
Часть 2. Хроника диссидентской жизни.
Часть 3. Диссидент во власти.
- Сергей Ковалёв: «Из четырёх мерзавцев на Кавказе самый опасный — Кремлёвский». // Интервью газете «Русская мысль»
- Открытое письмо В. В. Путину, В. Е. Чурову, С. В. Лаврову, февраль 2008 года.
- Сергей Ковалёв пишет письмо президенту Путину (видео) (недоступная ссылка)
- Интервью Сергея Ковалёва для радио «Эхо Москвы». 2008
- Советы старейшин: Сергей Ковалёв, правозащитник
- Алфавит инакомыслия. Ковалёв // Радио «Свобода», 21.10.2018
- Интервью Сергея Ковалёва газете «Коммерсант». 2020
- Светова З. Сергей Ковалёв: «Мы прежде всего хотели сами стать свободными людьми, а вовсе не освобождать других…» // Эхо Москвы, 03.03.2020
- Болтянская Н. Что делать в тюрьме? Думать. Лучшего места для этого нет. К 90-летию Сергея Ковалёва // Новая газета, № 23 от 4 марта 2020